# Bernhard Siegfried Albinus

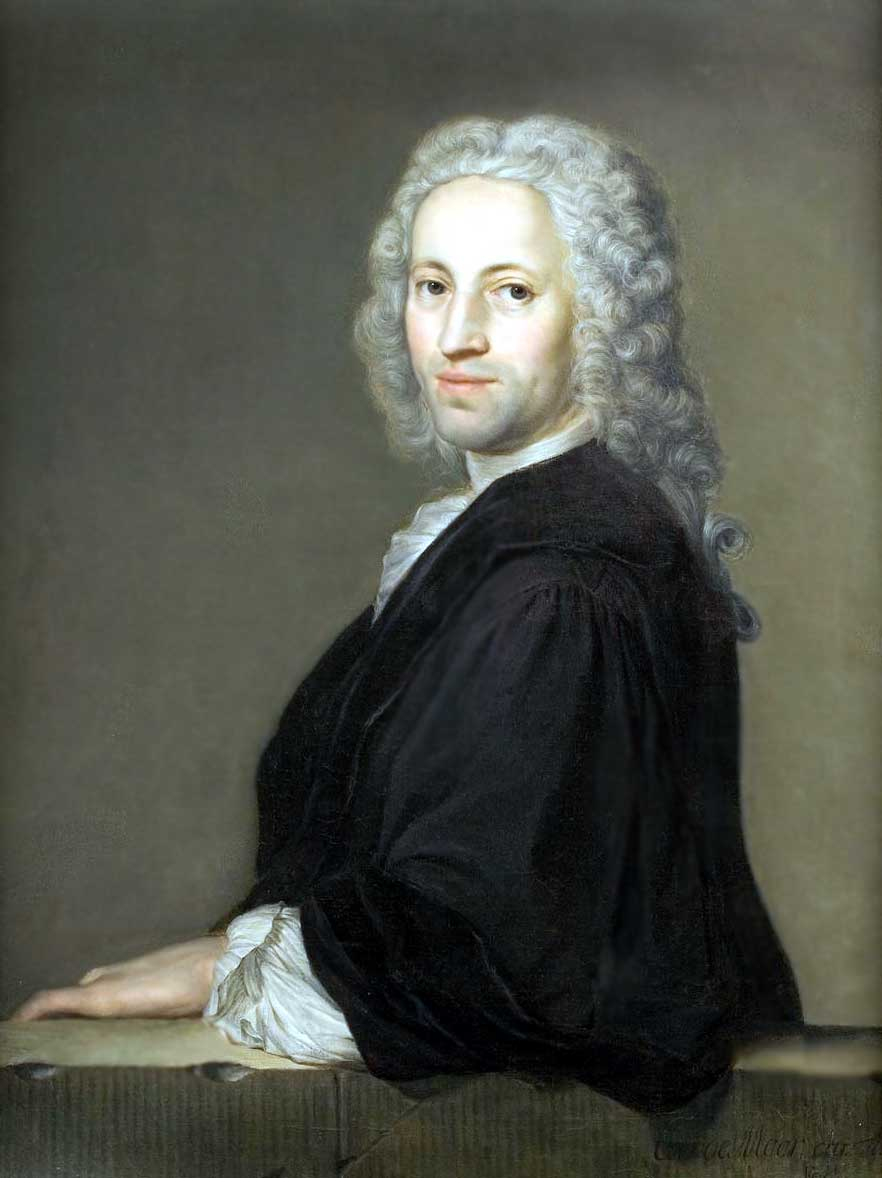
Bernhard Siegfried Albinus

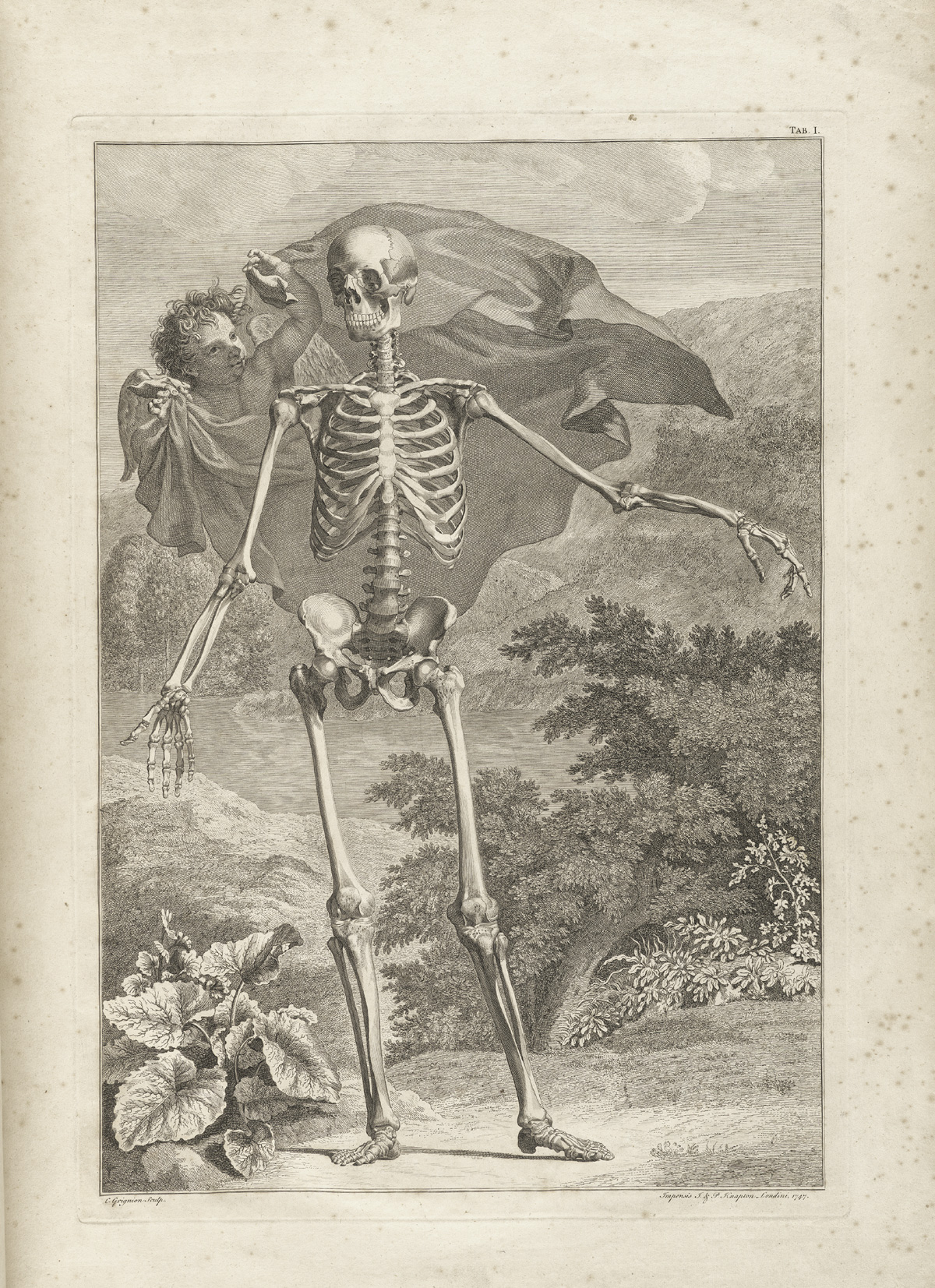
Abbildung aus Tabulae sceleti et musculorum corporis humani

Bernhard Siegfried Albinus (* 24. Februar 1697 in Frankfurt (Oder); † 9. September 1770 in Leiden) war ein deutscher Anatom und Chirurg sowie Verfasser und Herausgeber medizinischer Schriften. Er gilt als einer der bedeutendsten beschreibenden Anatomen des 18. Jahrhunderts, wirkte im holländischen Leiden und publizierte einen berühmt gewordenen anatomischen Atlas.

## Leben und Wirken
Er wurde in Frankfurt (Oder) geboren, wo sein Vater Bernhard Friedrich Albinus als Professor für Medizin tätig war. Als Bernhard Siegfried Albinus fünf Jahre alt war, übernahm sein Vater im Jahre 1702 eine Stellung in Leiden und die Familie zog daraufhin um. Im Alter von zwölf Jahren wurde er an der Universität Leiden in Medizin unterrichtet, wo er die Vorlesungen von seinem Vater, von Johannes Jacobus Rau, Govard Bidloo, Frederik Dekkers und Herman Boerhaave besuchte. Nach Beendigung seines Studiums im Jahr 1718 ging er auf Wunsch seines Vaters nach Paris; hier sollte er die Fächer Anatomie sowie Chirurgie studieren.
Dort in Paris, wo er unter der Anleitung von Sébastien Vaillant, Jacob Winslow und anderen tätig war, widmete er sich besonders dem Studium der Anatomie und Botanik. Dieser Aufenthalt endete bereits 1719, als er nach Leiden zurückging. An der dortigen Universität wurde er am 29. Juni 1719 Lektor für Anatomie und Chirurgie als Assistent von Rau und hielt zu diesem Zweck am 2. Oktober 1719 die Einführungsrede de Anatomia comparata. Am 19. September desselben Jahres wurde er zum Doktor der Medizin Honoris causa (ehrenhalber) ernannt.
Als 1721 sein Vater starb, wurde er, im Alter von 24 Jahren, berufen, dessen Stellung als Professor zu übernehmen. Als Professor für Anatomie und Chirurgie ermutigte er seine Studenten, eigene Studien an Objekten vorzunehmen und darüber hinaus die früheren Werken zu diesem Thema durchzuarbeiten. Bald wurde er einer der bekanntesten Lehrenden auf dem Gebiet der Anatomie in Europa.
1745 wurde Albinus Professor der Praktischen Medizin, was für ihn gleichzeitig die Aufgabe mit sich brachte, vor allem Physiologie zu lehren. Albinus bekam weitere Angebote, einen Lehrstuhl in Halle (Saale) sowie in Göttingen zu übernehmen. Beide Angebote lehnte er ab und verblieb bis zu seinem Tod im Jahre 1770 in Leiden. Albinus beteiligte sich auch an den organisatorischen Aufgaben der Leidener Hochschule und war 1726/27 sowie 1738/39 Rektor der Alma Mater.
Albinus schrieb darüber hinaus Werke zur Anatomielehre, die von dem niederländischen Künstler Jan Wandelaar illustriert wurden. Als sein Hauptwerk gilt Tabulae sceleti et musculorum corporis humani aus dem Jahr 1747, das als das wichtigste Werk des 18. Jahrhunderts zur menschlichen Anatomie gilt.
1764 wurde er als Mitglied in die Royal Society gewählt. Seit 1753 war er Ehrenmitglied der Russischen Akademie der Wissenschaften. Sein Nachfolger auf dem Leidener Lehrstuhl wurde Eduard Sandifort.

## Schriften
- Index Suppellectilis Anatomicae, quam Acad. Lugd. Batav. legavit J.J. Rau, c. Tab. Leiden 1725
- als Herausgeber: Andreas Vesalius: A. Vesalii Opera omnia Anatomica et Chirurgica cur. Boerhave et Albino, cum fig. Leiden 1725, 2. Bde.
- Libellus de ossibus corporis humani. Leiden 1726
- Historia musculorum corporis humani Leiden 1734
- als Herausgeber William Harvey: Gulielmi Harvei […] Exercitatio anatomica de motu cordis et sanguinis in animalibus […] Exercitationes duae anatomicae de circulatione sanguinis ad Joannem Riolanum Filium. Johann van Kerckhem, Leiden 1736 (Google-Books).
- Diss. de arteriis et venis intestinorum hominis, cum icon. col. Leiden 1737
- Descriptio intestinorum hominis, cum icon. Leiden 1737
- Diss. de sede et causa coloris Aethiopum et caeterorum hominum. Leiden 1737
- als Herausgeber: Girolamo Fabrizio: Hieronymi Fabricii ab Aquapendente philosophi ac medici […] Opera omnia anatomica et physiologica. Johann van Kerckhem, Leiden 1738.
- Explicatio Tabularum anatomicarum B. Eustaechii. Leiden 1744
- Tabulae sceleti et musculorum corporis humani. Leiden 1747 (Historical Anatomies on the Web. US National Library of Medicine)
- Tabulae VII uteri mulieris gravidae, cum jam parturerit, mortuae. Leiden 1748 und 1751
- Icones ossium foetus humani. o. O. 1751
- Tabulae ossium humanorum. Leiden 1753
- Annotationes Academicae. Leiden 1754–1768, 2. Bde.
- Tabulae vasis chyliferi cum v. azyga, arteriis intercostalibus aliisque vicinis partibus. Leiden 1757